# Bang (песен)
Bang е първият сингъл на съветската метъл група Горки Парк.

## Създаване
Bang е първия сингъл на групата „Горки парк“. Написана е от Алексей Белов, Николай Носков, Майкъл Берарди и Грегори Шварц. Включена е в албума Gorky Park. В Европа е най-популярна в Норвегия, където 6 седмици е в VG-Lista Topp 10 и е класирана на 5 място.

## Музикално видео
Музикалното видео за песента е заснето в Ню Йорк и е излъчвано многократно по американския канал на MTV.

## Класация
| Страна                        | Най-високата позиция |
| ----------------------------- | -------------------- |
| Норвегия VG-Lista Topp 10)    | 5                    |
| САЩ Билборд Хот 100 (Билборд) | 41                   |

## Състав
- Николай Носков – вокал
- Алексей Белов – китара
- Александър Минков – бас-китара
- Александър „Ян“ Яненков – китара
- Александър Лвов – барабани